# Лазебний Микола Семенович
Микола Семенович Лазебний (29 листопада 1919, місто Челябінськ, тепер Російська Федерація — 28 січня 1991, тепер Російська Федерація) — радянський діяч, 1-й секретар Горно-Алтайського обласного комітету КПРС. Депутат Верховної Ради СРСР 6—9-го скликань.

## Життєпис
Народився в родині робітника-шахтаря.
З 1941 по 1943 рік служив у Червоній армії, учасник німецько-радянської війни.
Член ВКП(б) з 1942 року.
У 1947 році закінчив Сибірський металургійний інститут.
У 1947—1950 роках — майстер, заступник начальника, начальник цеху заводу механічних пресів.
У 1950—1951 роках — заступник начальника Барабинської та Славгородської геологічних експедицій.
У 1951—1956 роках — завідувач промислово-транспортного відділу Горно-Алтайського обласного комітету ВКП(б).
У 1956—1958 роках — слухач Вищої партійної школи при ЦК КПРС.
У 1958 — липні 1964 року — 2-й секретар Горно-Алтайського обласного комітету КПРС.
У липні 1964 — 6 жовтня 1978 року — 1-й секретар Горно-Алтайського обласного комітету КПРС.
У жовтні 1978 — після 1983 року — заступник голови виконавчого комітету Алтайської крайової ради народних депутатів.
Потім — на пенсії. Помер 28 січня 1991 року.

## Нагороди
- орден Леніна (9.09.1971)
- три ордени Трудового Червоного Прапора (1966, 1969, 1976)
- орден Вітчизняної війни І-го ступеня
- медаль «За відвагу»
- медалі